# 결과
결과(結果)는 연속적인 일이나 사건의 마지막 상태를 가리킨다. 후과(後果)라는 표현도 쓰이는데 한국 표준어, 문화어 모두 부정적인 의미를 가진다. 문화어를 수록한 《조선말대사전》은 "뒤에 나타나는 좋지 못한 결과나 영향."이라고 풀이하며, 실제로 로동신문 등의 매체에서도 부정적 결과를 다룰 때만 이 표현을 사용한다.

## 행위론
행위론에서 결과는 동기 또는 의도(意圖)에 대하여 현실적으로 야기된 일을 가리킨다. 이 경우에 동기 또는 의도와 결과 사이에는 때때로 일치하지 않는 결과가 나오는 경우가 있으므로, 도덕 이론은 그 어느 쪽을 중시하는가에 따라 동기설(動機說)과 결과설(結果說)이 대립된다.

### 동기설
도덕적 행위의 선악을 동기 여하에 따라 평가하는 설. 칸트의 윤리설이 그 대표이다. 칸트는 우리의 의지가 행위의 결과를 생각하지 않고 오직 도덕법칙(의무의 명령)에, 그것이 도덕법칙이기 때문에 따랐을 경우, 거기에 무조건적인 절대적 가치를 지니는 선이 성립한다고 했다. 도덕적 행위를 하는 심정을 중요시하기 때문에 심정도덕론(心情道德論)이라고도 한다.

### 결과설
동기설의 반대로, 행위가 가져오는 결과 여하에 따라서 선악의 가치를 결정하려는 관점이다. 쾌락이나 행복을 인간에 있어서의 최고선(最高善)이라 하고, 그것을 얻는 일을 도덕의 원리로 하는 쾌락설이나 행복론은 결과설이라 할 수 있다.

## 품질 보증
품질 보증에서 다음의 공식이 쓰이기도 한다:
결과 = 품질 × 억셉턴스(acceptance)

## 같이 보기
- 결정론
- 원인